# Melodi Grand Prix 2018
La cinquantaseiesima edizione del Melodi Grand Prix si è tenuta presso l'Oslo Spektrum di Oslo il 10 marzo 2018 e ha decretato il rappresentante della Norvegia all'Eurovision Song Contest 2018.
Il vincitore è stato Alexander Rybak con That's How You Write a Song.

## Organizzazione
L'emittente Norsk rikskringkasting (NRK) ha confermato la partecipazione della Norvegia all'Eurovision Song Contest 2019, ospitato dalla città portoghese di Lisbona, il 15 maggio 2017, confermando l'organizzazione del Melodi Grand Prix come metodo di selezione nazionale. La deadline per l'invio di brani candidati è stata fissata al 10 settembre dello stesso anno.
Delle oltre 1 200 proposte, solo 10 sono state scelte per partecipare al festival.

### Format
Il festival si è articolato in un'unica serata ospitata dall'Oslo Spektrum della capitale norvegese Oslo e presentata da Kåre Magnus Bergh e Silya Nymoen. Esso si è articolato in tre fasi: la finale, in cui si sono affrontati i 10 concorrenti e un voto misto tra televoto (sia via web che SMS) e giurie internazionali formate da cinque membri hanno selezionato 4 finalisti; la finale d'oro (Gullfinale), da cui, dei 4 artisti qualificatisi in finale, avanzano i primi due classificati; il duello d'oro (Gullduell) tra i primi due classificati.

## Partecipanti
La lista dei partecipanti, in ordine alfabetico, rivelata da NRK il 15 gennaio 2018.
| Artista            | Brano                       | Lingua    | Compositori                                                            |
| ------------------ | --------------------------- | --------- | ---------------------------------------------------------------------- |
| Alejandro Fuentes  | Tengo otra                  | Spagnolo  | Alejandro Fuentes, Angel Arce Pututi e Alejandro Pututi                |
| Aleksander Walmann | Talk to the Hand            | Inglese   | Joakim With Steen, Jonas McDonnell, Magnus Klausen, Aleksander Walmann |
| Alexander Rybak    | That's How You Write a Song | Inglese   | Alexander Rybak                                                        |
| Charla K           | Stop the Music              | Inglese   | Charlotte Kjær, Per Gessle, Alex Shield                                |
| Ida Maria          | Scandilove                  | Inglese   | Ida Maria Børli Sivertsen, Stefan Törnby                               |
| Nicoline           | Light Me Up                 | Inglese   | Nicoline Berg Kaasin, Johan Larsson, Emilie Adams                      |
| Rebecca            | Who We Are                  | Inglese   | Kjetil Mørland                                                         |
| Stella & Alexandra | You Got Me                  | Inglese   | Stella Mwangi, Gustav Eurén, Niclas Arn, Andreas Alfredsson            |
| Tom Hugo           | I Like I Like I Like        | Inglese   | Tom Hugo Hermansen                                                     |
| Vidar Villa        | Moren din                   | Norvegese | Vidar André Mohaugen, Jonas Thomassen, Martin Thomassen                |

### Artisti ritornanti
| Artista                            | Ultima partecipazione |
| ---------------------------------- | --------------------- |
| Aleksander Walmann                 | 2017                  |
| Alexander Rybak                    | 2009                  |
| Stella Mwangi (Stella & Alexandra) | 2011                  |
| Tom Hugo                           | 2013                  |

## Finale
| #  | Artista            | Brano                       |
| -- | ------------------ | --------------------------- |
| 1  | Stella & Alexandra | You Got Me                  |
| 2  | Aleksander Walmann | Talk to the Hand            |
| 3  | Ida Maria          | Scandilove                  |
| 4  | Nicoline           | Light Me Up                 |
| 5  | Tom Hugo           | I Like I Like I Like        |
| 6  | Charla K           | Stop the Music              |
| 7  | Alejandro Fuentes  | Tengo otra                  |
| 8  | Vidar Villa        | Moren din                   |
| 9  | Rebecca            | Who We Are                  |
| 10 | Alexander Rybak    | That's How You Write a Song |

### Finale d'oro
| # | Artista            | Brano                       | Punteggio | Posizione |
| - | ------------------ | --------------------------- | --------- | --------- |
| 1 | Stella & Alexandra | You Got Me                  | 29 784    | 3         |
| 2 | Aleksander Walmann | Talk to the Hand            | 7 927     | 4         |
| 3 | Rebecca            | Who We Are                  | 46 260    | 2         |
| 4 | Alexander Rybak    | That's How You Write a Song | 133 164   | 1         |

### Duello d'oro
| Artista         | Brano                       | Punteggio | Posizione |
| --------------- | --------------------------- | --------- | --------- |
| Rebecca         | Who We Are                  | 123 504   | 2         |
| Alexander Rybak | That's How You Write a Song | 306 393   | 1         |